# Sofie Castenschiold
Thora Gerda Sofie Castenschiold (* 1. Februar 1882 in Kopenhagen; † 30. Januar 1979 in Helsingborg; verheiratet Sofie Carlheim-Gyllensköld) war eine dänische Tennisspielerin.

## Leben
Castenschiold kam 1882 als Tochter von Sofus Jean Castenschiold und seiner Frau Victoire Jacqueline Fortunée de Seréne de Acqueria zur Welt. Als Mitglied des Kjøbenhavns Boldklub nahm sie 1910 und 1911 an den Wimbledon Championships teil und konnte dort 1910 das Viertelfinale im Einzel erreichen. Sie gewann zudem die ersten fünf Ausgaben von 1906 bis 1910 der dänischen Meisterschaften im Dameneinzel.
Sie nahm darüber hinaus an den Olympischen Spielen 1912 in Stockholm an zwei Hallenwettbewerben teil. Im Mixed-Wettbewerb konnte sie sich nicht unter den vier besten Paarungen platzieren. Im Einzel besiegte sie die Britin Helen Aitchison und die Schwedin Sigrid Fick und traf im Finale auf Edith Hannam, gegen die sie mit 4:6, 3:6 verlor und damit die Silbermedaille erhielt. Sie war die erste Dänin, die für ihr Land bei Olympia antrat und die erste, die eine Medaille gewann.
Nach den Olympischen Spielen heiratete sie Adolf Bengt Gustaf Carlheim-Gyllensköld, mit dem sie nach Schweden zog. Sie starb im Alter von 96 Jahren 1979 in Helsingborg.